# 명탐정 코난 (드라마)
《명탐정 코난》의 드라마는 만화 명탐정 코난을 원작으로 하여 제작된 텔레비전 영화와 TV시리즈를 가리킨다. 이는 명탐정 코난 (애니메이션)에서 볼 수 없는 이야기로 구성되어 있다.
2008년에 명탐정 코난 10주년을 기념하여 TV영화가 제작된 이후 계속하여 시리즈(단막극)가 방영되고 있으며, 최근에는 2006년 10월에 방영된 드라마 1기와 2011년 4월에 방영된 드라마 3기 사이의 공백 기간 동안 일어난 사건을 그린 《쿠도 신이치에게 보내는 도전장》이라는 제목의 TV시리즈가 방영되었다.
대한민국에서는 시리즈 1~3작이 투니버스를 통해 현지화를 진행한 한국어 더빙으로 방영되었으며, 총 13회로 제작된 TV 드라마 시리즈 《쿠도 신이치에게 도전장》을 ㈜더블유에이지가 수입하여 자사의 마이씨앗 웹 사이트를 통해 유료로 원어 자막 형태를 공개하였다. 이후 ㈜더블유에이지는 ㈜대원방송에 작품을 공급하여 애니박스에서 원어 자막 형태로 2014년 3월부터 방영하고 있다.

## 특징
아오야마 고쇼의 만화 작품 중 첫 실사화. TV 애니메이션 판의 10주년이 되는 2006년 이후 비정기적으로 방송되고 있으며 현재까지 단막극이 4편, 연속 드라마가 1편 제작되고 있다.
모든 단편 작품에서 에도가와 코난이 아니라 쿠도 신이치를 주인공으로 그리고 있어 스토리도 신이치가 코난이 되기 이전의 시기 등을 그리고 있는 경우가 대부분.
메인 캐스트는 일관되게 않고 주로 단편 제 3 편을 경계로 교체되었지만, 모리 코고로 만은 예외로 단편 제 1 편부터 현재에 이르기까지 일관되게 진나이 타카노리가 연기하고 있다.
또한 단편 드라마 중 1.2 편의 새로운 역할에 오구리 슌이 선정 된 것은 원작자 아오야마의 추천에 의한 것. 코난, 하이바라, 겐타, 아유미, 미츠히코의 목소리는 TV 애니메이션 판의 담당 성우가 더빙했다.
TV 애니메이션 판의 음악을 담당하고 있는 오노 카츠오도 단편 제 4 작품을 제외하고 관여하고 있으며, 작품에 따라서는 TV 애니메이션 판과 같은 BGM이 다수 사용되고 있다.

## 에피소드 목록

### 단편 드라마
| 화수 | 부제목 | 부제목                            | 방영일           | 방영일           | 설명 |
| 화수 | 원어 | 한국어                            | 일본             | 한국             | 설명 |
| ---- | --- | --------------------------------- | ---------------- | ---------------- | --- |
| 1    | 쿠도 신이치에게 보내는 도전장 ~작별인사까지의 프롤로그~(工藤新一への挑戦状〜さよならまでの序章（プロローグ）〜) | 남도일에게 보내는 도전장          | 2006년 10월 2일  | 2008년 5월 3일   | 신이치(남도일)의 학교에서는 3일간의 수학 여행을 하려고 한다. 그 전날에 신이치에게 한 통의 도전장이 날아온다. 거기에는 ‘수학여행 동안, 너희반 학생 중 누군가를 납치하겠다. 만약, 지키지 못하면 “고등학생 명탐정”이라는 이름을 내놓아야 한다’라고 쓰여져 있다. 그리고 당일, 신이치의 반은 유람선을 타고 호수 위를 항해하고 있었다. 그러던 중에 격한 물소리가 울리며, 선상에는 대혼란해진다. 그와 동시에 소노코(정보라)의 모습이 사라지는데... |
| 2    | 쿠도 신이치의 부활! 검은 조직과의 대결(工藤新一の復活! 〜黒の組織との対決（コンフロンティション）〜)            | 남도일의 부활! 검은 조직과의 대결 | 2007년 12월 17일 | 2009년 10월 30일 | 란(유미란), 코난과 아가사 히로시(브라운 박사), 하이바라(홍장미)는 스즈키 재벌(정운 그룹)의 고급 호텔의 오프닝 세레모니에 초대 받는다. 하지만, 미스 재퍼네스크 수상 축하 파티가 행해지기 직전에 미스 재퍼네스크에 빛난 코토부키 카렌(카렌) 앞으로 협박장이 온다. 그러던 중에 코난과 하이바라의 신체에 이상이 생겼다. 파티에 나온 케이크에는 파티시에의 착오로 필요 이상의 알코홀의 성분이 포함되며, 그것이 작용돼서 코난은 큐도 신이치(남도일)로, 하이바라는 미야노 시호(안시호)로 돌아온 것이다. 그 후, 세레모니의 휴식 시간 중에 카렌이 행방불명됐지만, 시작 3분 전에 무사히 발견되며, 그녀에 의한 피아노 리사이틀이 무사히 시작되는 것이 보였다. 하지만, 카렌의 모습은 인형극의 인형처럼 공중에 매달리며, 가슴에는 칼이 꽂혀 있었다. 거기에 갑자기 줄이 끊어져서 카렌은 스테이지 상에 내동댕이쳐지며, 그 장소는 시끄러워진다. 신이치와 시호는 살인사건의 조사를 시작하지만, 그들의 배후에는 검은 조직의 그림자의 다가오는데... |
| 3    | 쿠도 신이치에게 도전장 ~괴조전설의 수수께끼~(工藤新一への挑戦状〜怪鳥伝説の謎〜)                                | 명탐정 코난: 괴조 전설의 수수께끼 | 2011년 4월 15일  | 2012년 1월 27일  | 신이치와 란은 소노코의 유혹으로 산 속에 있는 ‘쥬고야 마을’을 간다. 이 마을에는 거대한 백설조가 마을 사람은 공격해서 먹이로 했다는 괴조 전설이 존재한다고 한다. 그러던 중에, 그 괴조 전설에 비히는 살인 사건이 발생하는데... |
| 4    | 쿠도 신이치 교토 신선조 살인 사건(工藤新一 京都新撰組殺人事件)                                                  |                                   | 2012년 4월 12일  |                  | 신이치와 란은 코고로(유명한)와 헤이지(하인성)이 출연하는 영화의 촬영소가 있는 교토로 향한다. 이동 중 비행기 안에서 란은 예전에 미국에서 오는 비행기 안에서 만났던, 신이치의 고등학교 탐정으로는 처음인 사건을 떠올린다. 교토 도착 후에 헤이지 일행과 합류한 신이치와 란은 촬영 중의 사고, 그리고 살인 사건을 만나는데... |

## 제작진
- 원작: 아오야마 고쇼
- 기획: 스와 미츠히코
- 제작: 요미우리 TV
- 음악: 오노 가츠오
- 각본: 와타나베 무츠키 (1기, 2기), 하타 다케히코 (3기, 4기)
- 메인 프로듀서: 다나카 준이치 (1기, 2기), 호리구치 요시노리 (3기, 4기)
- 프로듀서:
  - 미야가와 아키라, 구니모토 마사히로 (1기, 2기)
  - 아마고시 다이스케, 우메다 레이코 (3기)6666y6[]
  - 시모다 카즈토시, 츠노다 마사코 (4기)
- 연출: 오카모토 고이치, 시라카와 츠카사 (3기), 비후 마사토 (4기)
- 제작 협력: 케이 팩토리 (1기, 2기), 더 웍스 (3기, 4기)

## 참고 사항
1. ↑  유일하게 코난이 등장하는 단편 제 2 편도 바로 신이치의 몸으로 돌아가 버리는 것으로 되어 있다.
2. ↑  투니버스에서는 탐정단 멤버 뿐만 아니라 드라마에 등장하는 작중인물 모두를 TV 애니메이션 판의 담당 성우가 더빙했다.
3. ↑  원안은 단행본 제21권에 수록되어 있는 ‘하늘을 나는 밀실 쿠도 신이치 최초의 사건’이다.